# Zdeniek Lev von Rosental
Zdeniek Lev von Rosental (tschechisch Zdeněk Lev z Rožmitálu) (* um 1470; † 14. Juli 1535) gehörte dem böhmischen Herrenstand an. Er bekleidete die Ämter des Oberstlandrichters und des Oberstburggrafen zu Prag.

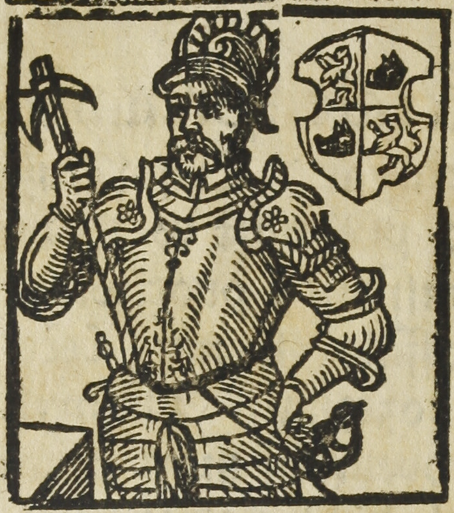
Zdeniek Lev von Rosental

## Leben
Zdeniek Lev von Rosental entstammte dem böhmischen Adelsfamilie Lev von Rosental. Während der Herrschaft der Könige Vladislav II. und Ludwig II. war er eine der einflussreichsten Persönlichkeiten des Landes.
Sein Vater Jaroslav Lev von Rosental war ein Schwager des Königs Georg von Podiebrad. Zdeniek gehörte der katholischen Partei im böhmischen Herrenstand an. Bereits als 26-Jähriger nahm er an öffentlichen Verhandlungen mit dem ungarischen König teil. Von 1498 bis 1504 war er Burggraf von Karlstein, 1504 wurde er zum Höchsten Richter ernannt und 1507 schließlich als Oberstburggraf berufen. In dieser Position führte er das Königreich, da sich die Jagiellonenherrscher die meiste Zeit in Ungarn aufhielten. Zdeniek vertrat vor allem die Interessen des katholischen Standes. Sein Bestreben war, dessen Rechte und Privilegien auf Kosten der anderen Stände zu erweitern. Charakterlich wurden ihm von seinen Gegnern Eigenschaften wie Hinterlistigkeit, Ungerechtigkeit und Unbarmherzigkeit vorgeworfen. Als Verwalter des königlichen Vermögens kam noch der Vorwurf des Geizes hinzu. Historiker bezeichnen ihn jedoch als einen gerechten Mann, der vor allem von seinen Beamten ordentliche Arbeit verlangte.
1519 wurde gegen ihn das erste Verfahren eröffnet, als ihm seine Gegner beschuldigten, Landesgelder veruntreut zu haben. 1523 wurde er schließlich dazu gezwungen, das Amt des Burggrafen niederzulegen. Sein Nachfolger hielt jedoch nur zwei Jahre durch. 1525 wurde Zdeniek wieder in das Amt berufen, wovon auch seine Freunde profitierten, die ebenfalls in hohe Ämter gehoben wurden. In der Zwischenzeit wuchs aber die Zahl seiner Feinde auch aus dem Lager der Katholiken, hier vor allem der Rosenberger, denen er die Erbschaft Krumau streitig machte.
Als mit dem Tod Ludwigs II. das Ende der jagiellonischen Dynastie gekommen war, zählte Zdeniek zu den möglichen Kandidaten für die Wahl zum böhmischen König. Bald zeichnete sich aber ab, dass die Stände den Habsburger Ferdinand von Österreich favorisierten, zumal Zdeniek vermutlich auch zu alt für die Wahl zum König. Daraufhin machte er seinen Einfluss für die Wahl des Erzherzogs Ferdinand geltend. Während Zdeniek auf Ludwig großen Einfluss ausüben konnte, ließ sich Ferdinand I. von ihm nicht beeinflussen. 1528 musste er das zweite Mal das Amt niederlegen und beschäftigte sich seit diesem Zeitpunkt nur noch mit der Verwaltung seiner Besitztümer Platten, Rosental, Wellartitz, Klenau, Opálka, Lissa, Wemschen, Drohnitz, Zdechovice, Rýzemburk, Skály und Poděbra.
Zugleich schmolz sein Vermögen durch seine für sein Einkommen zu große Hofhaltung und Feste. Nur der Respekt vor seiner Macht hielt die Gläubiger in Zaum. Nach seinem Tod wurde sein Erbe völlig von Schulden aufgezehrt.
Zdeniek war mit Katharina Svihovská von Rýzmberk († 1540) verheiratet. Er hinterließ eine Tochter Anna († 1563), die Adam I. von Neuhaus heiratete, der 1531 an der Pest starb. Seine Söhne Adam und Zdeniek konnten die aufgehäuften Schulden nicht zurückzahlen. Die Forderungen der Gläubiger kaufte Florian Griespek von Griespach 1550 auf und wurde damit Herr auf Rosental. Die Rosentaler siedelten anschließend nach Mähren um.